# X&Y
X&Y – trzeci album brytyjskiego zespołu rockowego Coldplay. Wydany 6 czerwca 2005.

## Lista utworów
1. „Square One” – 04:48
2. „What If” – 04:57
3. „White Shadows” – 05:32
4. „Fix You” – 04:55
5. „Talk” – 05:13
6. „X&Y” – 04:34
7. „Speed of Sound” – 04:43
8. „A Message” – 04:45
9. „Low” – 05:32
10. „The Hardest Part” – 04:25
11. „Swallowed in the Sea” – 03:58
12. „Twisted Logic” – 05:01
13. „Til Kingdom Come” – 04:10 (ukryta ścieżka)

## Twórcy
- Chris Martin – wokale główne, pianino, gitara akustyczna (1, 3, 4, 8, 10, 11, 13), syntezator, gitara rytmiczna (9), organy
- Jonny Buckland – gitara, chórki (4)
- Guy Berryman – gitara basowa, syntezator, chórki (1-12); harmonijka (13)
- Will Champion – perkusja, instrumenty perkusyjne, chórki; pianino (13)

## Certyfikaty i sprzedaż
| Kraj                                        | Certyfikat         | Sprzedaż   |
| ------------------------------------------- | ------------------ | ---------- |
| Argentyna (CAPIF)                           | 3x platynowa płyta | 120 000+   |
| Argentyna (CAPIF) X&Y – Latin American Tour | 2x platynowa płyta | 80 000+    |
| Australia (ARIA)                            | 6x platynowa płyta | 420 000+   |
| Austria (IFPI Austria)                      | platynowa płyta    | 30 000+    |
| Belgia (BEA)                                | 2x platynowa płyta | 100 000+   |
| Brazylia (Pro-Música Brasil)                | złota płyta        | 50 000+    |
| Dania (IFPI Danmark)                        | 6x platynowa płyta | 120 000+   |
| Finlandia (Musiikkituottajat)               | platynowa płyta    | 34 000+    |
| Francja (SNEP)                              | 2x platynowa płyta | 400 000+   |
| Hiszpania (Promusicae)                      | 2x platynowa płyta | 200 000+   |
| Holandia (NVPI)                             | platynowa płyta    | 80 000+    |
| Irlandia (IRMA)                             | 8x platynowa płyta | 120 000+   |
| Kanada (MC)                                 | 5x platynowa płyta | 500 000+   |
| Meksyk (AMPROFON)                           | platynowa płyta    | 100 000+   |
| Niemcy (BVMI)                               | 3x platynowa płyta | 600 000+   |
| Nowa Zelandia (RMNZ)                        | 4x platynowa płyta | 60 000+    |
| Portugalia (AFP)                            | 2x platynowa płyta | 40 000+    |
| Stany Zjednoczone (RIAA)                    | 3x platynowa płyta | 3 000 000+ |
| Szwajcaria (IFPI Schweiz)                   | 2x platynowa płyta | 80 000+    |
| Szwecja (GLF)                               | platynowa płyta    | 60 000+    |
| Wielka Brytania (BPI)                       | 9x platynowa płyta | 2 700 000+ |
| Włochy (FIMI)                               | platynowa płyta    | 50 000+    |